# A kék bálvány
A kék bálvány è un film del 1931 diretto da Lajos Lázár. È la prima pellicola sonora ungherese.

## Produzione
Il film fu prodotto dalla Hunnia Filmstúdió, dalla Palatinus Filmterjesztõ Vállalat e dalla Schiffer. Venne girato negli Hunnia Filmgyarban di Budapest.

## Distribuzione
Uscì nelle sale cinematografiche ungheresi il 25 settembre 1931. Il film venne in seguito distribuito dalla George Barany anche negli Stati Uniti, dove fu proiettato il 17 aprile 1933.